# جاي بيل (لاعب كرة قاعدة)
جاي بيل (بالإنجليزية: Jay Bell)‏ هو لاعب كرة قاعدة أمريكي، ولد في 11 ديسمبر 1965 في بينساكولا في الولايات المتحدة.

## وصلات خارجية
- جاي بيل على موقع دوري كرة القاعدة الرئيسي (الإنجليزية)
- جاي بيل على موقعبيزبول رفرنس.كوم (الدوري الرئيسي) (الإنجليزية)
- جاي بيل على موقعبيزبول رفرنس.كوم (الدوري الثانوي) (الإنجليزية)
- جاي بيل على موقع إي إس بي إن.كوم (أم.أل.بي) (الإنجليزية)
- جاي بيل على موقع مشجعي الرسوم البيانية (الإنجليزية)